# Rácz János (matematikus)
Rácz János (Budapest, 1919. augusztus 29. – 2005. március 18.) matematikatanár, tankönyvíró, a Szent István Gimnázium tanára.

## Életpályája
Pályafutását 1945-ben kezdte, amelynek fő állomásai Szentes, Tatabánya, Székesfehérvár és 1957 januártól Budapesten, a Szent István Gimnáziumban tanított. Utóbbiban nevéhez fűződik a speciális matematika tagozat létrehozása.
Országos versenyekre és a Nemzetközi Matematikai Diákolimpiákra különös gonddal felkészített tanítványai rendre kiváló helyeken végeztek. Tanítványai véleménye szerint is egyénekre szabott logikus oktatási módszerével diákjaiból mindig a maximumot hozta ki. 
Működésének közel hatvan éve alatt a magyar matematikatanítás meghatározó alakjává vált. A gimnázium órarendjét egyedül állította össze fejben minden tanár és diák számára, melyet az év során végig észben tartott. Kevesen tudják, de nem csak kiváló matematikus volt, de a történelem és irodalom terén is kiváló oktatónak bizonyult.
1969 óta az ELTE külső vezető tanára, a tanárképzésben is igen eredményesen dolgozott. Számos tankönyve, köztük a speciális matematika tagozatosoknak szánt több kötete, szakköri feladatgyűjteménye, cikke jelent meg. Rendszeresen tartott jól használható továbbképző előadásokat, többször a Rátz László vándorgyűlésen is.
Nagyon szeretett a gimnáziumban tanítani. Sok kiváló matematikus, természettudós és művész nőtt fel a kezei alatt. Munkája egyben a hobbija is volt. Hivatását 60 éven át gyakorolta. Élete utolsó napjáig tanított, igaz, hogy az utóbbi időben „csak” szakkört tartott az érdeklődőknek, és életre szóló tanácsokkal látta el fiatal kollégáit. Egyik kedvenc szavajárása szerint „a matematika az egyik olyan tantárgy, ahol a gyereknek igenis igaza lehet a tanárával szemben”. Rengeteg könyvet és cikket írt, elsősorban a geometria középiskolai tanításáról. Ezek a művek ma már féltett kincsei egy-egy matematikatanár házi könyvtárának.
Egész életműve, a szakma iránti alázata, diákjainak szeretete követendő példa mindnyájunk számára. Fia, Rácz Mihály fizikatanárként szerzett hírnevet.

## Díjai, elismerései
- Apáczai Csere János-díj (1987)
- Beke Manó-emlékdíj (2004)
- Rátz Tanár Úr-életműdíj (2004)